# Cantone di Saint-Lyé
Il Cantone di Saint-Lyé è una divisione amministrativa dell'arrondissement di Nogent-sur-Seine e dell'arrondissement di Troyes.
È stato costituito a seguito della riforma approvata con decreto del 21 febbraio 2014, che ha avuto attuazione dopo le elezioni dipartimentali del 2015.

## Composizione
I comuni appartenenti al cantone sono i seguenti 33:
- Avant-lès-Marcilly
- Avon-la-Pèze
- Barberey-Saint-Sulpice
- Bercenay-le-Hayer
- Bourdenay
- Charmoy
- Dierrey-Saint-Julien
- Dierrey-Saint-Pierre
- Échemines
- Faux-Villecerf
- Fay-lès-Marcilly
- La Fosse-Corduan
- Macey
- Marcilly-le-Hayer
- Marigny-le-Châtel
- Mesnil-Saint-Loup
- Montgueux
- Origny-le-Sec
- Orvilliers-Saint-Julien
- Ossey-les-Trois-Maisons
- Le Pavillon-Sainte-Julie
- Payns
- Pouy-sur-Vannes
- Prunay-Belleville
- Rigny-la-Nonneuse
- Saint-Flavy
- Saint-Loup-de-Buffigny
- Saint-Lupien
- Saint-Lyé
- Saint-Martin-de-Bossenay
- Trancault
- Villadin
- Villeloup